# Tadarida lobata
Tadarida lobata är en fladdermusart som först beskrevs av Thomas 1891.  Tadarida lobata ingår i släktet Tadarida och familjen veckläppade fladdermöss. IUCN kategoriserar arten globalt som livskraftig. Inga underarter finns listade i Catalogue of Life.
Arten förekommer med två från varandra skilda populationer i Kenya respektive Zimbabwe. Fladdermusen vistas i kulliga områden och i bergstrakter mellan 600 och 2000 meter över havet. Individerna bildar små flockar.
Arten tillhör familjen veckläppade fladdermöss men läpparna är inte skrynkliga. Kännetecknande är de stora öronen som når framför nosen när de vikas framåt. Pälsen har på ovansidan en kanelbrun färg och undersidan är ljusare. På varje axel finns en vit fläck.
Denna fladdermus har 55 till 62 mm långa underarmar, en 124 till 146 mm lång svans och en vingspann av 370 till 425 mm. Kroppslängden (huvud och bål) inom hela släktet Tadarida varierar mellan 85 och 100 mm och Tadarida lobata är medelstor.
Liksom andra medlemmar av släktet Tadarida jagar arten flygande insekter över trädkronorna.